# Adiantum pulcherrimum
Adiantum pulcherrimum är en kantbräkenväxtart som beskrevs av Edwin Bingham Copeland. Adiantum pulcherrimum ingår i släktet Adiantum och familjen Pteridaceae. Inga underarter finns listade.